# NGC 6989
NGC 6989 est un groupe d'étoiles situé dans la constellation du Cygne,. L'astronome germano-britannique William Herschel a enregistré la position de ce groupe le 11 septembre 1790.